# Thalma de Freitas
Thalma de Freitas (Rio de Janeiro, 14 maggio 1974) è un'attrice, cantante e compositrice brasiliana.

## Biografia
Figlia del pianista, compositore e direttore d'orchestra Laércio de Freitas, ha iniziato a studiare canto a 14 anni. Nel 1996 ha debuttato come attrice nella  telenovela di Rede Manchete Xica da Silva. Ha fatto il suo esordio discografico nel 2004, con l'album Thalma. Lo stesso anno,  è stata premiata come miglior attrice non protagonista al Festival del Cinema di Gramado per la sua interpretazione nel film Filhas do Vento. Come compositrice ha collaborato con svariati artisti tra cui Gal Costa e Gaby Amarantos. Il suo album Sorte! è stato nominato ai Grammy Awards nella categoria Best Latin Jazz Album.

### Vita privata
Sposata con il fotografo Brian Cross, con il quale ha avuto la figlia Gaelle, dal 2012 vive e lavora a Los Angeles.

## Discografia
- 1996 	- Thalma  (Sony Music)
- 2004 	- Thalma de Freitas 	  (EMI)
- 2007 	- Carnaval Só No Ano Que Vem (Som Livre)
- 2019 	- Sorte! (Green Flash Music)

## Filmografia

### Cinema
- 2001 -	O Xangô de Baker Street
- 2003 	- O Corneteiro Lopes
- 2004 	- Filhas do Vento
- 2006 	- Alabê de Jerusalém
- 2009 	- Heaven Garden
- 2011 	- Mundo Invisível

### Televisione
- 1996 -  Xica da Silva
- 1996 -  Vira Lata
- 1998 - Dona Flor
- 1998 - Malhação
- 1998 -  Labirinto
- 1999 - Andando nas Nuvens
- 2000 - Laços de Família
- 2001 - O clone
- 2003 - Kubanacan
- 2004 -	Começar de Novo
- 2005 - Bang Bang
- 2006 - Lu 	Gisele
- 2007 - Som Brasil
- 2007 -  Sete Pecados
- 2009 - Caras & Bocas
- 2010 - Malhação